# Abhandlungen der Kaiserlich-königlichen Zoologisch-botanischen Gesellschaft in Wien
Abhandlungen der Kaiserlich-königlichen Zoologisch-botanischen Gesellschaft in Wien, (abreujat Abh. K.K. Zool.-Bot. Ges. Wien), és una revista il·lustrada amb descripcions botàniques que va ser editada a Àustria. Va començar la seva publicació l'any 1901.